# André Joseph Wright

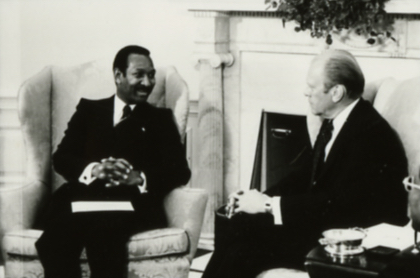
André Joseph Wright (links) bei US-Präsident Gerald Ford (1976)

André Joseph Wright (* 1. Dezember 1936 in Niamey; † 10. Mai 2010 ebenda) war ein nigrischer Diplomat.

## Leben
André Joseph Wright studierte an der Fakultät für Recht und Wirtschaftswissenschaften der Universität Montpellier und absolvierte danach eine diplomatische Ausbildung am Institut des hautes études d’Outre-Mer in Paris. Er trat 1962 in den Dienst des Außenministeriums Nigers. Wright wurde an verschiedenen Botschaften im Ausland eingesetzt, so als Erster Sekretär in Paris und als Erster Sekretär und dann Botschaftsrat in Washington, D.C. Dort wurde er Präsident der Afrika-Gruppe bei den Vereinten Nationen. Anschließend wirkte er von 1967 bis 1972 in verschiedenen leitenden Funktionen bei der Organisation für Afrikanische Einheit und danach im nigrischen Außenministerium in Niamey.
Nach dem Staatsstreich durch den Obersten Militärrat wurde André Joseph Wright 1974 zum Botschafter Nigers in Abidjan in der Elfenbeinküste ernannt. Er war außerdem als Botschafter in Guinea und Sierra Leone akkreditiert. 1976 wurde er anstelle von Illa Salifou Botschafter Nigers in Washington, D.C. in den Vereinigten Staaten. Zudem arbeitete er als Ständiger Vertreter Nigers bei den Vereinten Nationen und wurde auch in Südkorea als Botschafter akkreditiert. Als Botschafter in den Vereinigten Staaten wurde er 1982 von Joseph Diatta abgelöst. Er war von 1983 bis 1985 erneut für die Organisation für Afrikanische Einheit tätig und arbeitete zuletzt wieder im Außenministerium in Niamey.
Wright ging 1989 in den Ruhestand. Von November 1991 bis April 1993 übernahm er noch ein politisches Amt: Er war Abgeordneter im Hohen Rat der Republik, dem Übergangsparlament Nigers nach dem Ende der Herrschaft des Obersten Militärrats.